# الدوري السويدي الدرجة الأولى 1992
الدوري السويدي الدرجة الأولى 1992 (بالسويدية: Division 1 i fotboll 1992)‏ هو موسم من الدوري السويدي الدرجة الأولى. فاز فيه IFK Sundsvall ‏.